# هيذر هيغينز
هيذر هيغينز (بالإنجليزية: Heather Higgins)‏ هي سيدة أعمال أمريكية، ولدت في 21 سبتمبر 1959 في أتلانتا في الولايات المتحدة.

## وصلات خارجية
- هيذر هيغينز على موقع IMDb (الإنجليزية)
- هيذر هيغينز على موقع إن إن دي بي (الإنجليزية)